# Libxslt
libxslt es una biblioteca en C desarrollada por el proyecto GNOME. Provee una implementación completa de XSLT 1.0, una gran parte del conjunto de funciones del procesador EXSLT, y algunas extensiones de expresiones y evaluaciones de Saxon. libxslt está basado en libxml2, que usa para analizar el marcado XML, manipular el árbol, y soportar XPath. Es software libre, publicado bajo la licencia MIT.
libxslt puede usarse integrado dentro de una aplicación, o como una aplicación más mediante el comando xsltproc. La integración dentro de una aplicación se facilita gracias a varios bindings en distintos lenguajes de programación. Ya que está escrita en C, libxslt resulta bastant rápido, consumiendo poca memoria. Esto hace que sea una opción muy popular para formatear documentos DocBook, y como procesador estándar de XSLT para varios lenguajes, como PHP, Perl o Python.
El motor de renderizado WebKit usa la biblioteca para realizar transformaciones XSL.